# Колмаково (Красноуфімський міський округ)
Колмако́во (рос. Колмаково) — присілок у складі Красноуфімського міського округу (Натальїнськ) Свердловської області.
Населення — 32 особи (2010, 32 у 2002).
Національний склад станом на 2002 рік: росіяни — 94 %.